# William Thomas Brande
William Thomas Brande (Londres, 11 de janeiro de 1788 — Tunbridge Wells, 11 de fevereiro de 1866) foi um químico britânico. Juntamente com Sir Humphry Davy, conseguiu isolar o lítio de seus sais, efetuando a eletrólise do óxido de lítio. Seu Manual of Chemistry, publicado pela primeira vez em 1819, usufruiu de grande popularidade, e entre outras obras Brande publicou o Dictionary of Science, Literature and Art (Dicionário de Ciências, Literatura e Arte) em 1842. Foi durante a preparação de uma nova edição dessa última obra que ele veio a falecer.

## Biografia
Brande nasceu em Arlington Street, Londres, Inglaterra, o filho mais novo de seis filhos de Augustus Everard Brande, um boticário, originalmente de Hanover, na Alemanha. Ele foi educado primeiro em Kensington e depois em Westminster.
Depois de deixar a Westminster School, foi aprendiz, em 1802, de seu irmão, boticário, com vistas a adotar a profissão de médico.
Ele estudou medicina na Great Windmill Street Medical School e no St George's Hospital, antes de ser atraído pela química após um encontro com Humphry Davy. Ele então começou a dar aulas de química, com base em um conhecimento sólido que adquiriu em seu tempo livre.
Em 1811 ele publicou o primeiro de dois artigos muito influentes sobre a medição do álcool em bebidas fermentadas, incluindo vinho, cidra e cerveja. Até aquele ponto, os químicos só eram capazes de medir o álcool em bebidas destiladas (conhaque, gim etc.), que muitos dos primeiros reformistas da temperança presumiram ser um veneno. Ao mostrar que o álcool estava presente nas bebidas fermentadas desde o início (em vez de ser um subproduto do processo de destilação), Brande minou a visão de longa data de que as bebidas espirituosas eram tóxicas, enquanto o vinho e a cerveja eram mais saudáveis. 
Em 1812 ele foi nomeado professor de química da Sociedade dos Boticários e ministrou um curso de palestras perante o Conselho de Agricultura no lugar de Sir Humphry Davy, a quem no ano seguinte ele sucedeu na cadeira de química na Royal Institution de Londres. Em 1821, ele foi o primeiro a isolar o elemento lítio, o que fez por eletrólise de óxido de lítio.
De cerca de 1823 em diante, Brande trabalhou cada vez mais com a Casa da Moeda Real, eventualmente se tornando Superintendente do Departamento de Cunhagem e Matriz.
O Manual de Química de Brande, publicado pela primeira vez em 1819, gozou de grande popularidade e, entre outras obras, ele publicou um Dicionário de Ciência, Literatura e Arte em 1842. Ele estava trabalhando em uma nova edição quando morreu em Tunbridge Wells. 

## Publicações
- Outlines of Geology (1817)
- Manual of Chemistry (1819)
- Manual of Pharmacy (1825)
- Dictionary of Materia Medica (1839)
- Dictionary of Science, Literature and Art (1842)
- Organic Chemistry (1854)